# Kanton Appenzell Ausserrhoden
Koordinaten: 47° 23′ N, 9° 19′ O; CH1903: 741524 / 249197

Logo der Verwaltung des Kantons Appenzell Ausserrhoden

Appenzell Ausserrhoden (Kürzel AR; im örtlichen Schweizerdeutsch Appezell Osserode, französisch Appenzell Rhodes-Extérieures, italienisch Appenzello Esterno, rätoromanisch Appenzell Dadoraⓘ) ist ein Kanton im Nordosten der Deutschschweiz. Der Kanton zählt zur Region Nordostschweiz und zur Grossregion Ostschweiz. Der Regierungs-, Parlaments- und seit Ende November 2012 der Polizeisitz befinden sich in Herisau, Gerichtssitz ist weiterhin Trogen.

## Geographie

### Lage
Appenzell Ausserrhoden grenzt an die Kantone Appenzell Innerrhoden und St. Gallen. Die beiden Appenzell sind gänzlich vom Kanton St. Gallen umgeben.
Höchster Berg ist der Säntis (2502 m ü. M.) im Alpstein, auf dem sich die Grenzen der drei Kantone Appenzell Innerrhoden, Appenzell Ausserrhoden und St. Gallen treffen.
Im Kanton werden 11'945 Hektaren der Gesamtfläche als landwirtschaftliche Flächen genutzt. Im Jahr 2020 wurden 24,2 Prozent der landwirtschaftlichen Nutzfläche durch 134 Betriebe biologisch bewirtschaftet.
Der geographische Mittelpunkt des Kantons Appenzell Ausserrhoden liegt ausserhalb des Kantons, nämlich im benachbarten Kanton Appenzell Innerrhoden.

## Bevölkerung

### Statistik
Die Einwohner des Kantons werden Ausserrhoder genannt.
Per 31. Dezember 2023 betrug die Einwohnerzahl des Kantons Appenzell Ausserrhoden 56'495. Die Bevölkerungsdichte liegt mit 232 Einwohnern pro Quadratkilometer über dem Schweizer Durchschnitt (217 Einwohner pro Quadratkilometer). Der Ausländeranteil (gemeldete Einwohner ohne Schweizer Bürgerrecht) bezifferte sich am 31. Dezember 2023 auf 17,8 Prozent, während landesweit 27,0 Prozent Ausländer registriert waren. Per 30. Juni 2021 betrug die Arbeitslosenquote 1,9 Prozent gegenüber 2,8 Prozent auf eidgenössischer Ebene.

### Sprachen
Amtssprache ist Deutsch.
Das gesprochene Appenzellerdeutsch gehört zum Ostschweizer Dialekt. Es unterscheidet sich zwischen den verschiedenen Orten und Landschaften, wobei der Kurzenberger Dialekt am stärksten abweicht.
Der traditionelle Appenzeller Dialekt wird heute allerdings von der nordostschweizerischen Koiné bedrängt, umso mehr, als Teile des Kantons heute zur St. Galler Agglomeration gehören.

### Religionen – Konfessionen
Der Kanton Appenzell Ausserrhoden ist ein evangelisch-reformiert geprägter Kanton. Sein Gebiet trennte sich 1597 im Rahmen der Landteilung vom römisch-katholisch gebliebenen bisherigen Hauptort bzw. dem nachmaligen Appenzell Innerrhoden.
Seit der Volkszählung 2000 liegen für die Gesamtbevölkerung des Kantons Appenzell Ausserrhoden keine Mitgliederzahlen zu den verschiedenen Religionsgemeinschaften mehr vor. Das Bundesamt für Statistik führt jedoch Stichprobenerhebungen durch, bei welchen Personen ab 15 Jahren befragt werden. Bei der Stichprobenerhebung von 2017 gab ein Drittel der Befragten ab 15 Jahren im Kanton Appenzell Ausserrhoden an, keiner der beiden Landeskirchen anzugehören. Je nach Staatsangehörigkeit beziehungsweise Herkunft unterscheidet sich das Religionsbekenntnis der Bevölkerung zudem teilweise deutlich:
| Religion                         | Total aller Befragten | Schweizer Staats- angehörigkeit | Schweizer ohne Migrations- hintergrund | Schweizer mit Migrations- hintergrund | Ausländische Staats- angehörigkeit |
| -------------------------------- | --------------------- | ------------------------------- | -------------------------------------- | ------------------------------------- | ---------------------------------- |
| Christentum                      | 73                    | 76                              | 79                                     | 63                                    | 52                                 |
| – evangelisch-reformierte Kirche | 38                    | 44                              | 49                                     | 17                                    | 05                                 |
| – römisch-katholische Kirche     | 28                    | 27                              | 27                                     | 28                                    | 31                                 |
| – andere christliche Kirchen     | 07                    | 05                              | 03                                     | 18                                    | 16                                 |
| andere Religionen                | 04                    | 02                              | 0                                      | 11                                    | 16                                 |
| – Islam                          | 03                    | 01                              | 0                                      | 08                                    | 12                                 |
| – übrige Religionen              | 01                    | 01                              | 0                                      | 03                                    | 04                                 |
| konfessionslos                   | 22                    | 21                              | 20                                     | 23                                    | 28                                 |
| übrige/keine Angabe              | 01                    | 01                              | 01                                     | 03                                    | 04                                 |

Die reformierte Bevölkerung gehört grossteils der Evangelisch-reformierten Landeskirche beider Appenzell an, die katholischen Kirchgemeinden unterstehen dem Bistum St. Gallen.

## Verfassung und Politik
Die aktuelle Ausserrhoder Kantonsverfassung wurde am 30. April 1995 von der Landsgemeinde erlassen und im Anschluss an die Abschaffung der Landsgemeinde 1997 in zentralen Punkten geändert.

### Legislative

#### Kantonsrat
Gesetzgebende Behörde ist der Kantonsrat. Er zählt 65 Mitglieder, die in ihren Wohngemeinden auf vier Jahre gewählt worden sind. Jede Ausserrhoder Gemeinde hat Anrecht auf mindestens einen Kantonsratssitz. Die verbleibenden Sitze werden gemäss der Einwohnerzahl auf die Gemeinden verteilt. In den meisten Gemeinden gilt für die Wahl das Majorzwahlsystem, doch haben die Gemeinden die Kompetenz, das Proporzwahlsystem einzuführen. Von dieser Kompetenz hat bislang einzig Herisau Gebrauch gemacht.
|  | Partei                                      | 2003 | 2007 | 2011 | 2015 | 2019 | 2023 | Sitzverteilung 2023                                                                  | Wähleranteil in Prozent |
|  | ------------------------------------------- | ---- | ---- | ---- | ---- | ---- | ---- | ------------------------------------------------------------------------------------ | --- |
|  | FDP.Die Liberalen (FDP)                     | 31   | 26   | 24   | 24   | 24   | 21   | Insgesamt 65 Sitze - SP: 10 - GLP: 2 - EVP: 2 - Mitte: 3 - PU: 20 - FDP: 21 - SVP: 7 | Kantonsratswahl vom 16. April 2023Wahlbeteiligung: 31,4 % 403020100 33,129,015,610,15,74,02,4 FDPPUbSPSVPGLPMitteEVPGewinne und Verlusteim Vergleich zu 2019 %p 6 4 2 0 −2 −4−3,6−0,4+0,9−2,1+5,7−0,4−0,2FDPPUSPSVPGLPMitteEVPAnmerkungen:b Gruppierung der Parteiunabhängigen |
|  | Sozialdemokratische Partei der Schweiz (SP) | 5    | 4    | 5    | 6    | 9    | 10   | Insgesamt 65 Sitze - SP: 10 - GLP: 2 - EVP: 2 - Mitte: 3 - PU: 20 - FDP: 21 - SVP: 7 | Kantonsratswahl vom 16. April 2023Wahlbeteiligung: 31,4 % 403020100 33,129,015,610,15,74,02,4 FDPPUbSPSVPGLPMitteEVPGewinne und Verlusteim Vergleich zu 2019 %p 6 4 2 0 −2 −4−3,6−0,4+0,9−2,1+5,7−0,4−0,2FDPPUSPSVPGLPMitteEVPAnmerkungen:b Gruppierung der Parteiunabhängigen |
|  | Schweizerische Volkspartei (SVP)            | 11   | 8    | 10   | 12   | 7    | 7    | Insgesamt 65 Sitze - SP: 10 - GLP: 2 - EVP: 2 - Mitte: 3 - PU: 20 - FDP: 21 - SVP: 7 | Kantonsratswahl vom 16. April 2023Wahlbeteiligung: 31,4 % 403020100 33,129,015,610,15,74,02,4 FDPPUbSPSVPGLPMitteEVPGewinne und Verlusteim Vergleich zu 2019 %p 6 4 2 0 −2 −4−3,6−0,4+0,9−2,1+5,7−0,4−0,2FDPPUSPSVPGLPMitteEVPAnmerkungen:b Gruppierung der Parteiunabhängigen |
|  | Die Mitte (CVP bis 2021)                    | 2    | 3    | 3    | 5    | 3    | 3    | Insgesamt 65 Sitze - SP: 10 - GLP: 2 - EVP: 2 - Mitte: 3 - PU: 20 - FDP: 21 - SVP: 7 | Kantonsratswahl vom 16. April 2023Wahlbeteiligung: 31,4 % 403020100 33,129,015,610,15,74,02,4 FDPPUbSPSVPGLPMitteEVPGewinne und Verlusteim Vergleich zu 2019 %p 6 4 2 0 −2 −4−3,6−0,4+0,9−2,1+5,7−0,4−0,2FDPPUSPSVPGLPMitteEVPAnmerkungen:b Gruppierung der Parteiunabhängigen |
|  | Evangelische Volkspartei (EVP)              | 0    | 2    | 1    | 1    | 2    | 2    | Insgesamt 65 Sitze - SP: 10 - GLP: 2 - EVP: 2 - Mitte: 3 - PU: 20 - FDP: 21 - SVP: 7 | Kantonsratswahl vom 16. April 2023Wahlbeteiligung: 31,4 % 403020100 33,129,015,610,15,74,02,4 FDPPUbSPSVPGLPMitteEVPGewinne und Verlusteim Vergleich zu 2019 %p 6 4 2 0 −2 −4−3,6−0,4+0,9−2,1+5,7−0,4−0,2FDPPUSPSVPGLPMitteEVPAnmerkungen:b Gruppierung der Parteiunabhängigen |
|  | Grünliberale Partei (GLP)                   | 0    | 0    | 0    | 0    | 0    | 2    | Insgesamt 65 Sitze - SP: 10 - GLP: 2 - EVP: 2 - Mitte: 3 - PU: 20 - FDP: 21 - SVP: 7 | Kantonsratswahl vom 16. April 2023Wahlbeteiligung: 31,4 % 403020100 33,129,015,610,15,74,02,4 FDPPUbSPSVPGLPMitteEVPGewinne und Verlusteim Vergleich zu 2019 %p 6 4 2 0 −2 −4−3,6−0,4+0,9−2,1+5,7−0,4−0,2FDPPUSPSVPGLPMitteEVPAnmerkungen:b Gruppierung der Parteiunabhängigen |
|  | Gruppierung der Parteiunabhängigen (PU)     | 16   | 22   | 22   | 18   | 20   | 20   | Insgesamt 65 Sitze - SP: 10 - GLP: 2 - EVP: 2 - Mitte: 3 - PU: 20 - FDP: 21 - SVP: 7 | Kantonsratswahl vom 16. April 2023Wahlbeteiligung: 31,4 % 403020100 33,129,015,610,15,74,02,4 FDPPUbSPSVPGLPMitteEVPGewinne und Verlusteim Vergleich zu 2019 %p 6 4 2 0 −2 −4−3,6−0,4+0,9−2,1+5,7−0,4−0,2FDPPUSPSVPGLPMitteEVPAnmerkungen:b Gruppierung der Parteiunabhängigen |

Sitzzahl der Gemeinden (Stand 16. April 2023):
| 1:    | Schönengrund, Hundwil, Wald, Grub, Reute                                                        |
| je 2: | Wolfhalden, Bühler, Schwellbrunn, Stein, Rehetobel, Walzenhausen, Trogen, Waldstatt, Lutzenberg |
| 3:    | Urnäsch                                                                                         |
| 4:    | Gais                                                                                            |
| je 5: | Speicher, Heiden                                                                                |
| 7:    | Teufen                                                                                          |
| 18:   | Herisau                                                                                         |

##### Fraktionen
- SP: 13
- Mitte/EVP/GLP: 8
- PU: 15
- FDP: 21
- SVP: 8

Zu Beginn der Legislaturperiode 2023 bis 2027 haben sich im Kantonsrat fünf Fraktionen (SP, Mitte/EVP/GLP, PU, FDP und SVP) gebildet. Dabei bildet auch die Gruppierung der Parteiunabhängigen (PU) eine eigenständige Fraktion. Die Fraktion der PU umfasst jedoch nicht alle parteiunabhängig gewählten Kantonsrätinnen und -räte. Fünf davon haben sich einer anderen Fraktion angeschlossen: drei Personen der SP-Fraktion und je eine Person der FDP-Fraktion bzw. der Fraktion der Mitte/EVP/GLP.

#### Direktdemokratische Rechte
300 stimm- und wahlberechtigte Einwohner können mittels einer Volksinitiative eine Total- oder Teilrevision der Verfassung sowie den Erlass, die Änderung oder die Aufhebung eines Gesetzes beantragen.
Zwingend einer Volksabstimmung (obligatorisches Referendum) unterliegen Änderungen der Verfassung; Volksinitiativen, denen der Kantonsrat nicht unverändert zustimmt; Änderungen eines Gesetzes, wenn dies ein Drittel der anwesenden Kantonsräte verlangt; sowie Finanzbeschlüsse, welche die abschliessende Kompetenz des Kantonsrates übersteigen. Der Volksabstimmung sind ferner Gesetze sowie Staatsverträge mit gesetzgebendem Charakter dann zu unterbreiten, wenn dies von 300 Stimmberechtigten verlangt wird (fakultatives Referendum).
Eine appenzellische Besonderheit stellt die Volksdiskussion dar: Jeder Kantonseinwohner kann zu Sachvorlagen, die dem obligatorischen oder fakultativen Referendum unterliegen, dem Kantonsrat schriftliche Anträge einreichen und diese nach Massgabe der Geschäftsordnung vor dem Rat persönlich begründen.

#### Ehemalige Landsgemeinde
Bis zu ihrer Abschaffung 1997 (mit einer an der Landsgemeinde beschlossenen Urnenabstimmung) wurden sämtliche kantonalen Abstimmungen und Wahlen an der jährlich am letzten Sonntag im April stattfindenden Landsgemeinde entschieden. Sie fand abwechselnd in geraden Jahren in Trogen und in ungeraden Jahren in Hundwil statt. Ausserordentliche Landsgemeinden fanden jeweilen am Ort der letzten regulären Landsgemeinde statt und im 18. Jahrhundert auch im «neutralen» Teufen. Bis 1876 wurde bei Nichtbesuch der Landsgemeinde eine Busse verhängt.
Die Stimmbürger versammelten sich auf dem jeweiligen Landsgemeindeplatz im «Ring», während die Kantonsregierung auf dem «Stuhl» (eine Art Holzbühne) stand. Der Ring war durch eine Abspannung markiert, bestehend aus einem dicken Seil, das von Soldaten der sogenannten «Landsgemeindewache» aus einer Appenzeller Einheit gehalten wurde. Als Stimmrechtsausweis, der zum Einlass in den Ring berechtigte, galt das «Seitengewehr», der in der Familie weitergegebene oder zur Volljährigkeit geschenkte Landsgemeindedegen. Wer keinen Degen besass, konnte auch das militärische Bajonett als Stimmrechtsausweis mitnehmen. Erst nach Annahme des kantonalen Frauenstimmrechts 1989 galt für Frauen der gedruckte Stimmrechtsausweis.
Zu Beginn der Landsgemeinde wurde von Stimmvolk und Regierung das Appenzeller Landsgemeindelied gesungen («Ode an Gott» von Caroline Rudolphi, Musik: Johann Heinrich Tobler). Es folgte die Vereidigung der Regierung und des Stimmvolks, bevor die Wahl- und Sachgeschäfte zur Abstimmung kamen.
Abgestimmt wurde durch Erheben einer Hand und anschliessendes Mehren (optisches Vergleichen der Anzahl erhobener Hände vom Stuhl aus) durch die Regierung. Bei unklarem Ergebnis wurde das Mehren wiederholt, und bei weiterhin nahezu Stimmgleichheit wurden drei Gemeindehauptleute auf den Stuhl gerufen, um beim Ausmehren zu helfen. Der Entscheid der nun zahlenmässig verstärkten Kantonsregierung erhielt definitive Gültigkeit.
Bei den Wahlen mussten die Namen zur Wahl vorgeschlagener Personen jeweils lautstark gerufen werden. Die verstandenen Namen wurden vom Landsweibel auf dem Stuhl quittiert und noch nach weiteren Vorschlägen gefragt. So wurden wiederholt eher unbekannte Kommunalpolitiker anstelle der offiziell vorgeschlagenen Kandidaten gewählt.
An der Ausserrhoder Landsgemeinde gab es keine freie Debatte, so dass die ausgesprochen feierliche Landsgemeinde meist nach 60 bis 90 Minuten zu Ende ging.
Über die letzte «Männer-Landsgemeinde» 1989 in Hundwil, bei der das kantonale Frauenstimmrecht angenommen wurde, drehte Erich Langjahr den Dokumentarfilm Männer im Ring.

### Exekutive – Regierungsrat
Oberste leitende, planende und vollziehende Behörde ist der Regierungsrat. Er besteht seit Mitte 2015 aus fünf vollamtlichen Regierungsräten, die vom Volk in einer Majorzwahl auf vier Jahre gewählt sind. Vorsitzender des Regierungsrates ist der Landammann, der durchs Volk auf zwei Jahre bestimmt wird.
| Regierungsrat                | Partei | Departement                         |
| ---------------------------- | ------ | ----------------------------------- |
| Katrin Alder                 | FDP    | Departement Inneres und Sicherheit  |
| Yves Noël Balmer, Landammann | SP     | Departement Gesundheit und Soziales |
| Dölf Biasotto                | FDP    | Departement Bau und Volkswirtschaft |
| Hansueli Reutegger           | SVP    | Departement Finanzen                |
| Alfred Stricker              | PU     | Departement Bildung und Kultur      |

### Judikative
Die ordentliche Gerichtsbarkeit wird in erster Instanz durch das Kantonsgericht und in zweiter Instanz durch das Obergericht ausgeübt.
Dem Kantonsgericht sind als schlichtende Vorinstanz in Zivilsachen die Vermittler vorgeschaltet. Weitere Schlichtungsbehörden sind die Schlichtungsstelle für Miete und nichtlandwirtschaftliche Pacht sowie die Schlichtungsstelle bei Diskriminierung im Erwerbsleben.
Seitdem das 1994 geschaffene und ab 1995 wirksame Verwaltungsgericht auf Anfang 2011 in das Obergericht integriert worden ist, üben dessen verwaltungsrechtliche Abteilungen die Verwaltungsgerichtsbarkeit aus.

### Gemeinden
Die 20 Einwohnergemeinden sind autonom und regeln ihre Organisation innerhalb der Grenzen von Kantonsverfassung und kantonalem Gemeindegesetz selbständig in ihrer Gemeindeordnung.

### Parteiensystem
Die FDP ist in Ausserrhoden mit Abstand die stärkste Partei. Sie besetzt gegenwärtig den Ständeratssitz sowie zwei der fünf Regierungsratssitze, einen Sitz belegt die Schweizerische Volkspartei (SVP), einen die Sozialdemokratische Partei (SP) und einen ein Parteiunabhängiger. Ein Vertreter der Christlichdemokratischen Volkspartei (CVP) wurde noch nie in die Ausserrhoder Regierung gewählt.
In den Gemeinden existieren zudem Lesegesellschaften, die häufig Parteiunabhängige empfehlen, was die hohe Anzahl Parteiunabhängiger im Kantonsrat zum Teil erklärt. Eine weitere Erklärung für den aussergewöhnlich hohen Anteil an Parteiunabhängigen ist auch das Wahlsystem nach Majorzverfahren, das in 19 von 20 Gemeinden angewendet wird.

### Appenzell Ausserrhoden im Bund
Appenzell Ausserrhoden ist als ehemaliger Halbkanton im Ständerat mit einem Sitz vertreten. Im Nationalrat, in dem die Sitze nach Einwohnerzahl zugeteilt werden, hat der Kanton derzeit Anspruch auf einen Sitz.
- Ständerat: Andrea Caroni (FDP), seit 2015, wiedergewählt 2019 und 2023
- Nationalrat: David Zuberbühler (SVP), seit 2015, wiedergewählt 2019 und 2023

## Verwaltungsgliederung

### Einwohnergemeinden
Nach der Landteilung wurden aus den sechs Rhoden des ungeteilten Kantons Appenzell, die nun im Gebiet von Ausserrhoden lagen, gleichnamige Gemeinden mit weitgehend gleichen Grenzen. Einige Änderungen im Grenzverlauf gab es an der neuen Grenze zu Innerrhoden.
Im Laufe der Zeit teilten sich viele Gemeinden auf, bis schliesslich um 1749 mit der Abspaltung Steins von Hundwil die heutige Gliederung in 20 Einwohnergemeinden entstand.

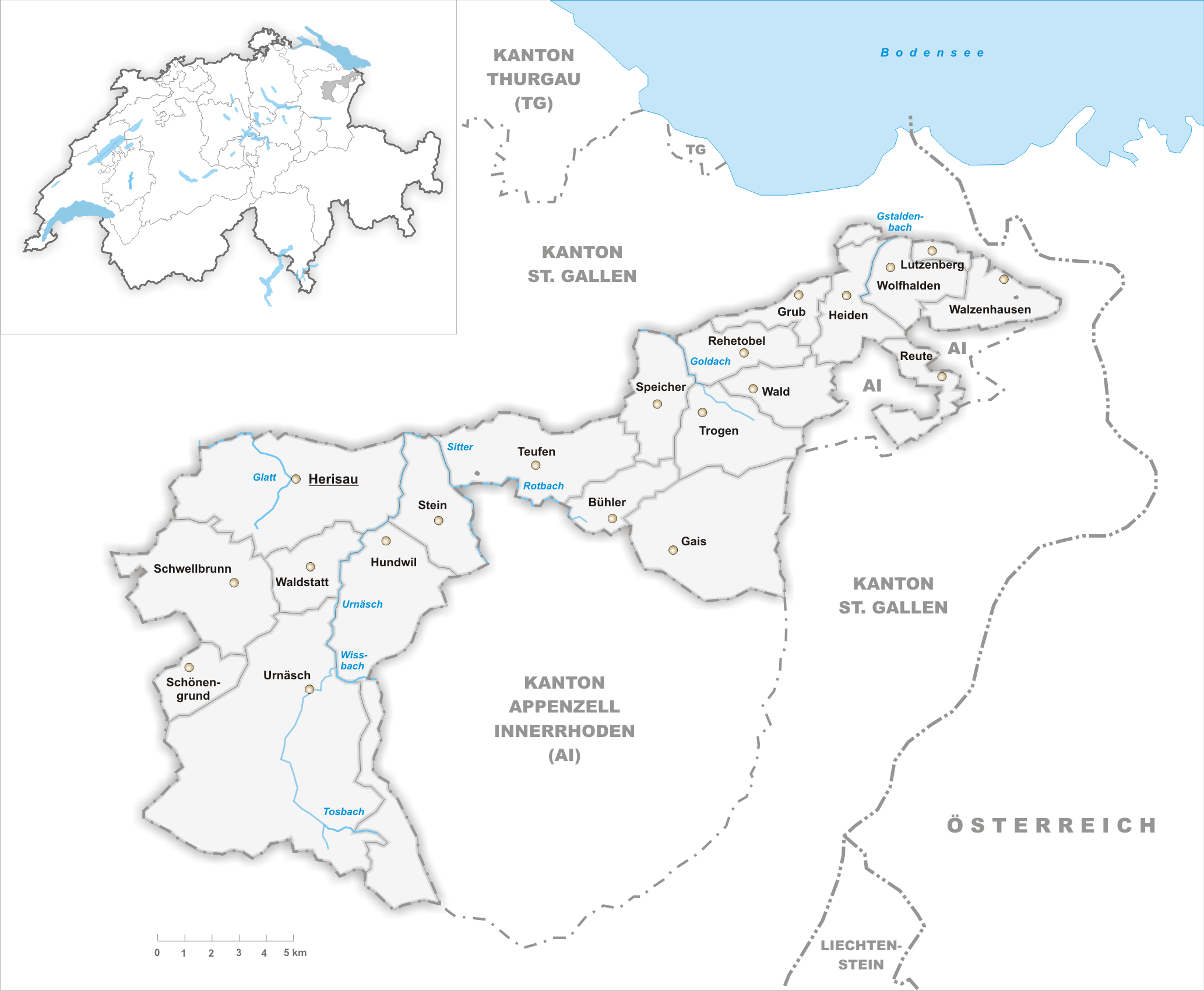
Einwohnergemeinden des Kantons Appenzell Ausserrhoden

Nachfolgend aufgelistet sind die sieben der insgesamt zwanzig Einwohnergemeinden mit mehr als 2000 Einwohnern per 31. Dezember 2023:
| Politische Gemeinde (Einwohnergemeinde) | Einwohner |
| --------------------------------------- | --------- |
| Herisau                                 | 15'893    |
| Teufen                                  | 06514     |
| Speicher                                | 04453     |
| Heiden                                  | 04316     |
| Gais                                    | 03147     |
| Urnäsch                                 | 02346     |
| Walzenhausen                            | 02029     |

### Bezirke

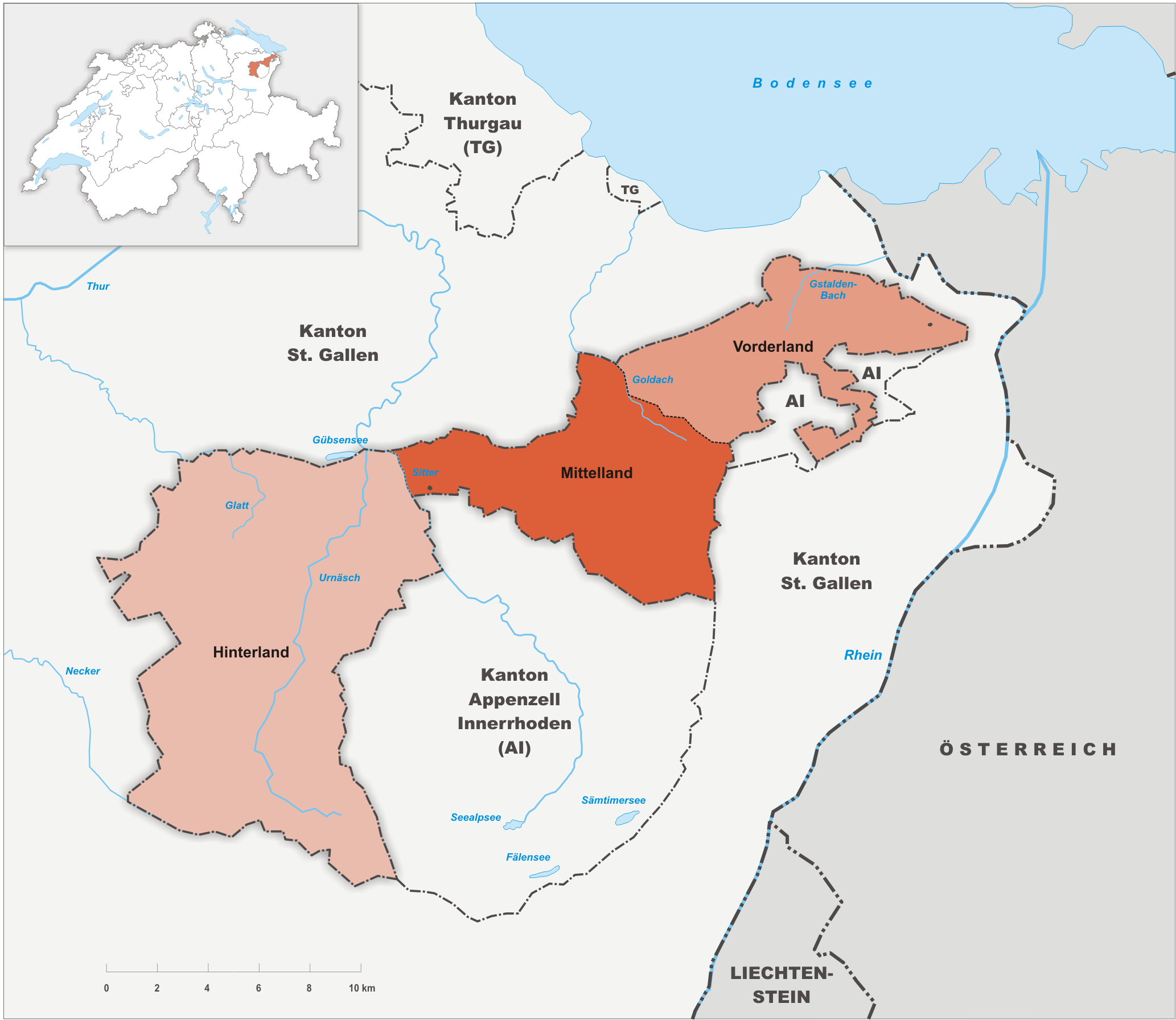
Ehemalige Bezirke des Kantons Appenzell Ausserrhoden

1858 wurde eine Gliederung des Kantons in drei Bezirke eingeführt. Offiziell wurden die Bezirks-Verwaltungen 1995 abgeschafft. Die Aufgliederung lebt jedoch in den drei Regionen, die den ehemaligen Bezirken entsprechen, weiter und ist im täglichen Leben nach wie vor sehr verbreitet (zum Beispiel in Namen von Sportanlässen und Vereinen). Auch die Zivilstandsämter sind nach den drei ehemaligen Bezirken gegliedert, und das Bundesamt für Statistik (BFS) führt auf Ersuchen des Kantons die Nummerierung der Gemeinden weiterhin gemäss der alten administrativen Bezirksaufteilung.
Die drei ehemaligen Bezirke sind:
- Hinterland (Gemeinden: Herisau (Bezirkshauptort), Hundwil, Schönengrund, Schwellbrunn, Stein, Urnäsch, Waldstatt)
- Mittelland (Gemeinden: Bühler, Gais, Speicher, Teufen (Bezirkshauptort), Trogen)
- Vorderland (Gemeinden: Grub, Heiden (Bezirkshauptort), Lutzenberg, Rehetobel, Reute, Wald, Walzenhausen, Wolfhalden)

## Wirtschaft und Verkehr
2022 betrug das Bruttoinlandsprodukt (BIP) 3,7 Milliarden Schweizer Franken (Platz 21 unter den 26 Kantonen). Mit einem BIP pro Kopf von 67'341 Franken (2022) belegte der Kanton Platz 22 und lag damit auf einem der hinteren Ränge. Die Arbeitslosenquote von 1,4 % (November 2024) lag jedoch deutlich unter dem landesweiten Durchschnitt von 2,6 %.

### Verkehr
Das kantonale Strassennetz umfasst insgesamt 227 Kilometer, davon sind
- 06 km Hochleistungsstrassen (Autostrassen),
- 82 km Hauptverkehrsstrassen,
- 53 km Regionalverbindungsstrassen und
- 86 km Lokalverbindungsstrassen.[30]

Im Jahr 2023 lag der Motorisierungsgrad (Personenkraftwagen pro 1'000 Einwohner) bei 580.
Auf Ausserrhoder Gebiet befinden sich keine Autobahnen.  

Busnetz in den Kantonen Appenzell Ausser- und Innerrhoden

Die SBB sind im Kanton nicht vertreten. Die Appenzeller Privatbahnen spielten eine Pionierrolle im Schweizer Bahnsystem. Der grösste Teil des Netzes sind Schmalspurbahnen, Teile davon verfügen über Zahnradabschnitte.
Eine Sonderstellung nimmt die Rorschach-Heiden-Bergbahn (RHB) ein, die zu den weltweit ganz wenigen Normalspur-Zahnradbahnen gehört. Seit dem 1. Juli 2006 sind die appenzellischen Bahnen unter dem Dach der Appenzeller Bahnen (AB) vereint.

#### Öffentlicher Verkehr
Im Kanton Appenzell Ausserrhoden verkehren neben den fünf Autobus Linien der Firma Regiobus auch noch 21 Postautolinien. Diese versorgen den eigenen Kanton und teilweise auch noch die Kantone Appenzell Innerrhoden und St. Gallen.

## Brauchtum

### Appenzeller Hinterland

#### Silvesterchlausen
Im Hinterland und in Teilen des Mittellandes von Appenzell Ausserrhoden wird der Brauch des Silvesterchlausens gepflegt. Das Chlausen findet je nach Ortschaft am 31. Dezember und 13. Januar statt.

#### Gidio Hosestoss
Am Aschermittwoch findet in Herisau alljährlich die schaurig-schöne Abschiedszeremonie für den wohl bekanntesten Herisauer Bürger statt. Der ehrenwerte Gidio Hosestoss wird zu Grabe getragen, und wie schon vor über 150 Jahren ist er auch im aktuellen Jahr an einem geklauten Leckerli (kleiner Lebkuchen ohne Füllung) erstickt.
Der Trauerumzug führt durch den Herisauer Dorfkern und wird auf Umzugswagen von seiner armen Witwe Eulalia Fadehäx und anderen Verwandten angeführt. Mit dabei ist immer der «Gidiopfarrer», ein Oberstufenschüler, der das vergangene Jahr pointiert und mit scharfer Zunge in die Trauerrede für Gidio mit einschliesst. Anschliessend an die Trauerfeier gibt es für alle Kinder Leckerli, Berliner und Öhrli. Der arme Gidio wird dann am Funkensonntag auf dem Scheiterhaufen verbrannt und als Opfer für einen baldigen Frühlingsbeginn dargebracht.
Das Amt des Gidiopfarrers wird immer vom jeweils aktuellen Pfarrer an einen nächsten übergeben. Kaum ein Einwohner weiss bis zum Aschermittwoch, wer dieses Jahr den Pfarrer stellt, und so wird schon im vornherein viel gemunkelt und vermutet.
Der Ursprung des Gidio wird im angrenzenden Gossau vermutet. Der Name «Gidio» stammt aus jener Zeit, als es bei den Kindern auf der Strasse noch hiess: «Du bist doch ein Gidio!» Heute wird der Sinn dieser Aussage meist viel deutlicher ausgedrückt. Den Gidio-Umzug kennt auch Waldstatt, das diesen Brauch vermutlich von Herisau übernommen hat.

#### Das Bloch
Das Bloch (grosser Baumstamm) symbolisiert den letzten Stamm, der von der Holzgewinnung zur Winterzeit aus dem Wald gezogen wird. Er soll vom Waldbesitzer seinen fleissigen Arbeitern geschenkt worden sein, welche den Stamm auf einem Wagen nun in einem farbenprächtigen Umzug durch die angrenzenden Gemeinden ziehen und ihn stolz der Bevölkerung zeigen. Am Abend wird der Stamm vergantet und mit dem Erlös ein Fest für die Blochmannschaft finanziert. So der Hintergrund dieses Brauches.
Die Blochmannschaft umfasst neben der Zugmannschaft des Wagens (Sennen, Bauern und Holzer) den Schmied, der einen auf dem Bloch angebrachten eisernen Ofen anheizt und mit Hammerschlägen auf dem Amboss und Böllern das Kommen des Blochs hörbar ankündigt, den «Jäger» (hoch zu Ross), den Bären und den Bärenwärter (der Bär entwischt dem Bärenwärter gelegentlich und setzt dann jeweils furchteinflössend den Kindern unter den Zuschauern nach, bis er wieder eingefangen ist) und den «Kässelibuebe», die mit einer Sammelbüchse rasseln.
Das Bloch wird in Urnäsch und in Herisau von erwachsenen Männern gezogen. Das Urnäscher findet alle zwei Jahre statt. In den Gemeinden Hundwil, Schwellbrunn und Stein setzt sich die Zugmannschaft jedes Jahr aus Knaben der Unter- bis Oberstufe zusammen (sogenanntes «Buebebloch»).
Seit dem Blochmontag 2012 besitzt auch Herisau nach einem Unterbruch von 98 Jahren wieder ein eigenes Bloch, welches von einer neu gegründeten Männer-Blochgesellschaft durchgeführt wird.
Seit 2022 gibt es in Urnäsch zusätzlich einen Goofebloch, was so viel wie Kinderbloch bedeutet. Der Unterschied zu den Bubenblöchern ist, dass hier auch Mädchen mitmachen.

## Freie Heiltätigkeit
Bereits 1871 hatte die Landsgemeinde des Kantons mit grossem Mehr die Annahme eines Gesetzes beschlossen, welches die «freie Heiltätigkeit» für jedermann gestattete. Die Verfassung des Kantons gewährleistet diese «freie Heiltätigkeit» auch heute noch (Artikel 48.6). Sie legt ferner fest, dass «der Kanton die öffentlichen und privaten Einrichtungen des Gesundheitswesens, die Gesundheitsberufe und das Heilmittelwesen beaufsichtigt» (Artikel 48, Absatz 5). Im Rahmen der «freien Heiltätigkeit» sowie des Heilmittelgesetzes des Bundes regelt die kantonale Fachstelle Heilmittelkontrolle den Bereich der Medikamenten-Herstellung und den Bereich der Medikamenten-Abgabe. Ausserdem ist die kantonale Fachstelle Heilmittelkontrolle für die Prüfung und Zulassung von Naturärzten im Kanton zuständig. Der Sonderstatus der «freien Heiltätigkeit» führte dazu, dass der Kanton Appenzell Ausserrhoden – mit Schwerpunkt in Herisau und in Teufen – zum Kanton der Naturärzte, Dentisten und Naturheilmittelhersteller wurde.

## Geschichte

Landsgemeinde in Hundwil (1949)

Appenzell wurde 1597 in das katholische Innerrhoden und in das reformierte Ausserrhoden geteilt. Hauptort (Rathaus, Stock (Halseisenstock) und Galgen) für Ausserrhoden wurde Trogen. Ab dem 16. Jahrhundert wurden grosse Textilhäuser in verschiedenen Gemeinden gegründet. Die Textilindustrie ging in den Krisenjahren 1920 bis 1939 nieder. Seit 1749 besteht Ausserrhoden aus zwanzig Gemeinden mit neunzehn reformierten Kirchgemeinden (Lutzenberg bleibt kirchlich mit Thal SG verbunden). Die erste liberale Verfassung wurde 1834 angenommen, diese wurde 1876 und 1908 revidiert. Herisau wurde 1876 Tagungsort des Kantonsrates, Sitz der Regierung und wichtiger Verwaltungszweige. Zwischen 1875 und 1913 wurden verschiedene Bahnlinien gebaut. 1910 wurde mit 57'793 Personen der Höchststand der ausserrhodischen Bevölkerung erreicht (1990: 52'229). Johannes Baumann wurde 1934 als erster Appenzeller Bundesrat. Das Frauenstimmrecht wurde 1974 auf Gemeindeebene eingeführt, 1989 wurde es auf den Kanton ausgeweitet. Auf kantonaler und kommunaler Ebene wurde das Stimmrechtsalter auf 18 Jahre herabgesetzt.
Zum ersten Mal in der Geschichte wurden 1994 zwei Frauen in den Regierungsrat gewählt. 1995 wurde eine totalrevidierte Kantonsverfassung angenommen. Die Appenzell-Ausserrhodische Kantonalbank wurde 1996 durch Bankpräsident Hans-Rudolf Merz an die Schweizerische Bankgesellschaft (SBG) verkauft. 1997 wurde die Landsgemeinde abgeschafft und demzufolge 1998 erstmals der Regierungsrat an der Urne gewählt. 2002 fand auf der Grundlage des 1997 eingeführten fakultativen (statt des bisherigen obligatorischen) Referendums erstmals eine Abstimmung über eine Sachvorlage an der Urne statt. 2015 wurde die Staatsleitung reformiert.